# San Juan Daxthi
San Juan Daxthi  är en ort i kommunen Soyaniquilpan de Juárez i delstaten Mexiko i Mexiko. Samhället hade 1 221 invånare vid folkräkningen 2020.